# Errol Brown
Pour les articles homonymes, voir Brown.
Errol Brown est un chanteur jamaïcain, né le 11 décembre 1943 à Kingston et mort le 6 mai 2015 aux Bahamas.
Brown compose et chante au sein du groupe britannique Hot Chocolate, qui sort plusieurs tubes au cours des années 1970. Il entreprend une carrière solo durant les années 1980.

## Biographie

### Jeunesse
Errol Brown grandit à Kingston. Sa mère émigre au Royaume-Uni, où elle exerce le métier de secrétaire. Elle envoie de l'argent à sa famille, qui héberge l'enfant resté en Jamaïque. Cinq ans plus tard, elle fait venir Errol Brown, qui la rejoint à Londres. L'enfant est scolarisé dans une école privée. Sa mère meurt à l'âge de 38 ans des suites d'un cancer.

### Carrière musicale

#### Hot Chocolate
Brown occupe un emploi de bureau au département du Trésor lorsqu'il fait la connaissance du trinidadien Tony Wilson,. En 1969, ils travaillent sur une version reggae du morceau Give Peace a Chance de John Lennon. Ce dernier apprécie leur reprise, qui est éditée par Apple Corps, le label des Beatles. Ils continuent leur carrière sous le nom Hot Chocolate et sont recrutés par le label RAK Records du producteur Mickie Most. Celui-ci encourage Errol Brown à composer et chanter sur les disques du groupe. Brown et Wilson écrivent également pour des artistes comme Herman's Hermits et Mary Hopkin.
Au début des années 1970, Hot Chocolate enchaîne les tubes grâce à des titres comme Love Is Life, I Believe (In Love) et Brother Louie, leur première chanson à atteindre le Top 10 des charts britanniques. Brown et Wilson cosignent Emma, qui se classe 3e du UK Singles Chart et 8e du Billboard Hot 100 en 1974, ainsi que You Sexy Thing, qui décroche la 2e place au Royaume-Uni et la 3e aux États-Unis en 1975. So You Win Again (en), une composition de Russ Ballard (en) sortie en 1977 est leur seul titre classé no 1 au Royaume-Uni. Le groupe place d'autres chansons dans le Top 40 britannique. Every 1's a Winner se classe également dans le Top 10 des ventes aux États-Unis.

#### Carrière solo
Hot Chocolate connaît moins de succès dans les années 1980 et Errol Brown décide de poursuivre sa carrière en solo en 1985. Son album That's How Love Is, réalisé sans l'aide du producteur Mickie Most, est un échec commercial. Le chanteur mène une vie agréable dans un quartier huppé du sud de Londres. Partisan des conservateurs, il apparaît lors de congrès du parti. Brown effectue épisodiquement des tournées au cours des années 1990, profitant du regain d'intérêt provoqué par la présence de You Sexy Thing dans la bande originale du film The Full Monty . Il met un terme à sa carrière après avoir effectué une tournée d'adieu en 2009,.

## Style musical et influences
Errol Brown écoute des musiques caribéennes durant son enfance, notamment du calypso. Il découvre le rock à son arrivée à Londres. La scène musicale est alors dominée par des groupes comme les Beatles et les Rolling Stones.
La voix d'Errol Brown est comparée à celle du chanteur noir américain Isaac Hayes, auquel il ressemble aussi physiquement depuis qu'il a pris l'habitude de se raser la tête. Elle lui permet de briller dans différents genres musicaux, des titres soul à ceux plus influencés par la vague disco.

## Distinctions et récompenses
Errol Brown a obtenu la nationalité britannique. En 2003, il est fait membre de l'Ordre de l'Empire britannique (MBE).
En 2004, le chanteur reçoit un prix Ivor Novello pour sa contribution à l'industrie de la musique.

## Discographie

### Albums

#### Avec Hot Chocolate
- 1974 : Cicero Park
- 1975 : Hot Chocolate
- 1976 : Man to Man
- 1978 : Every 1's a Winner
- 1979 : Going Through the Motions
- 1980 : Class
- 1982 : Mystery
- 1983 : Love Shot

#### En solo
- 1989 : That's How Love Is
- 1992 : Secret Rendezvous
- 1996 : Love in This
- 2001 : Still Sexy